# Boulevard Saint-Martin
Boulevard Saint-Martin je bulvár v Paříži. Tvoří hranici mezi 3. a 10. obvodem. Ulice je pojmenována po bývalém klášteru Saint-Martin-des-Champs.

## Poloha
Ulice je součástí tzv. velkých bulvárů. Začíná na Place de la République a končí u křižovatky ulic Rue Saint-Martin, Rue René-Boulanger, odkud dál pokračuje Boulevard Saint-Denis.

## Historie
Boulevard Saint-Martin vznikl na místě městských hradeb krále Karla V.

## Významné stavby
- Porte Saint-Martin
- dům č. 1: Caveau de la République, kabaret založený roku 1901
- dům č. 16: Théâtre de la Porte-Saint-Martin, chráněno jako historická památka
- dům č. 20: Théâtre de la Renaissance, chráněno jako historická památka
- dům č. 29: v domě se narodil režisér Georges Méliès